# Бјанконезе (Парма)
Бјанконезе је насеље у Италији у округу Парма, региону Емилија-Ромања.
Према процени из 2011. у насељу је живело 423 становника. Насеље се налази на надморској висини од 55 м.